# Colonia Primero de Mayo, Zamora
Colonia Primero de Mayo är en ort i Mexiko.   Den ligger i kommunen Zamora och delstaten Michoacán de Ocampo, i den centrala delen av landet, 300 km väster om huvudstaden Mexico City. Colonia Primero de Mayo ligger 1 670 meter över havet och antalet invånare är 607.
Terrängen runt Colonia Primero de Mayo är kuperad åt sydost, men åt nordväst är den platt. Runt Colonia Primero de Mayo är det ganska glesbefolkat, med 48 invånare per kvadratkilometer. Närmaste större samhälle är Zamora, 4,4 km väster om Colonia Primero de Mayo. I omgivningarna runt Colonia Primero de Mayo växer huvudsakligen savannskog.